# テウェルチェ族

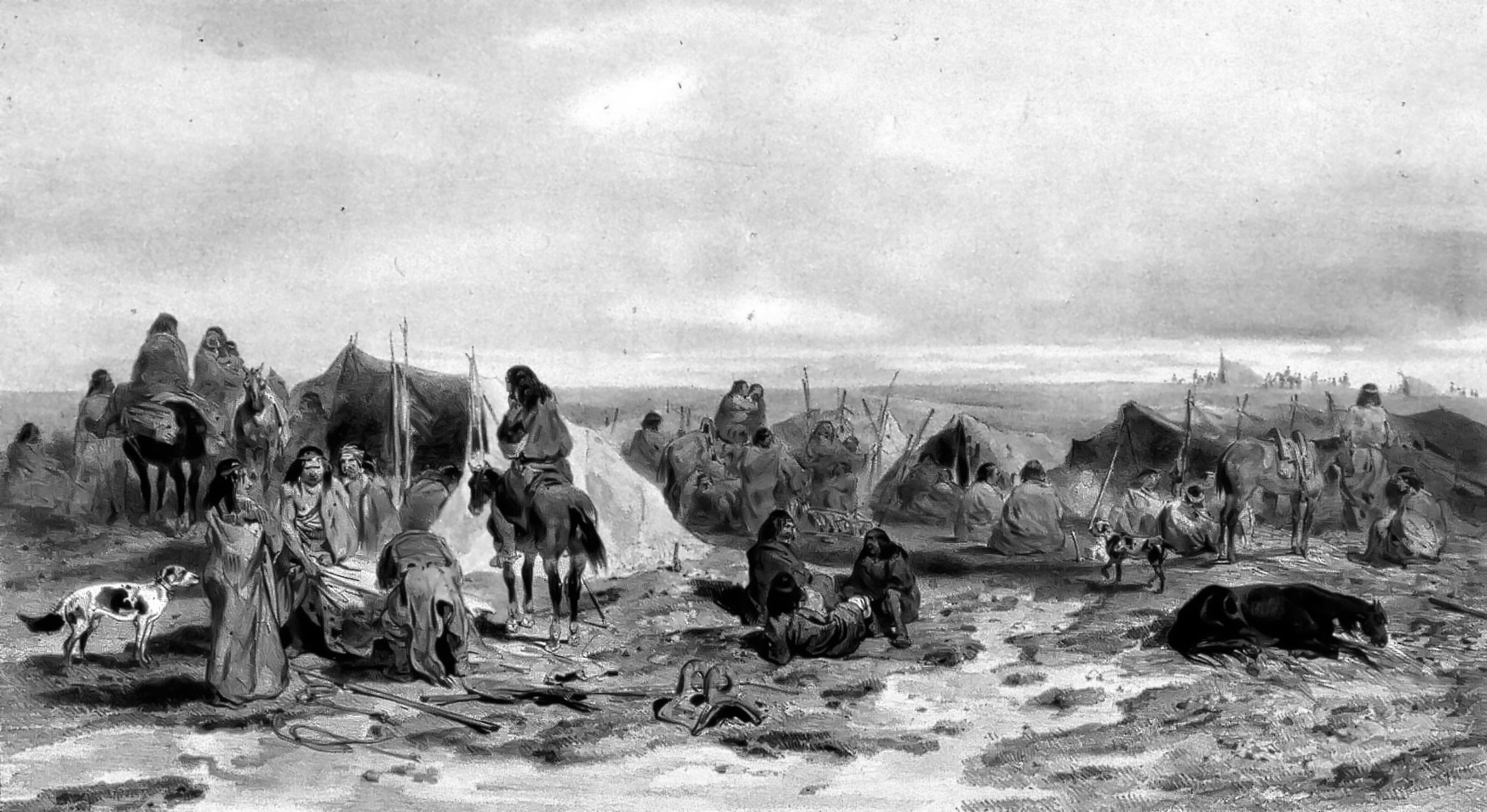
テウルチェ族のキャンプ。1838年

テウェルチェ族（Tehuelches）は、アルゼンチンのパタゴニアからチリ中南部に住むアメリカ州の先住民族部族の総称。パタゴニア族とも呼ばれる。
16世紀以降南アメリカに進出したスペイン人の報告に見られる長身の「パタゴン族」とは、同様に高い身長が特徴的なこのテウェルチェ族のことを指していたと推測される。アルゼンチン人口統計局(en)2001年の統計によると、テウェルチェ族はアルゼンチンのチュブ州とサンタクルス州に4,300人、チリに1,637人が居る。

## 文化

### 言語
テウェルチェ族はチョン小語族に属したテウェルチェ語を用いていた。しかしアラウカナイゼーションのパタゴニア波及に影響され、次第にマプチェ語のバリエーションを使うようになった。実際に、民族名の「テウェルチェ」はマプチェ語である。